# Gammertingen
Gammertingen (phát âm tiếng Đức: [ˈɡamɐtɪŋən] ⓘ) là một thị trấn thuộc huyện Sigmaringen, bang Baden-Württemberg, Đức. Nơi đây nằm cách Sigmaringen 18 km về phía bắc.